# 2004年大西洋颶風季
2004年大西洋颶風季是每年一度全球熱帶氣旋產生週期的一部分。該季從2004年6月1日開始，至2004年11月30日結束；在大西洋盆地的大部分熱帶氣旋都在該六個月以內產生。

## 其他熱帶氣旋
除了被命名的熱帶氣旋外，還有一些沒被命名的熱帶低氣壓。以下列出那些熱帶氣旋的資料。